# Burg Kubota
Die Burg Kubota  (japanisch 久保田城, Kubota-jō) war der Sitz der Satake in  Akita, Präfektur Akita.

## Geschichte
Satake Yoshinobu (佐竹義宣; 1570–1633) aus dem Satake-Klan zählte zu den großen Daimyō der Sengoku-Zeit. Nach der Schlacht von Sekigahara jedoch wurde nicht nur sein Einkommen von 545.000 Koku auf 250.000 reduziert, er musste außerdem von Mito in das entfernte Akita umziehen. Dort übernahm er die von den Andō (Akita) erbaute Burg Tsuchizaka-minato. Da die Burg ihm aber zu klein war, begann er 1603 in der Nähe die Burg Kubota zu erbauen, die im nächsten Jahr bereits im Wesentlichen fertiggestellt war, sodass er sie beziehen konnte. Auch baute er die Bürgerstadt und den Tempelbezirk aus, so dass eine typische Burgstadt entstand. Danach regierten von hier 13 Generationen Satake den Besitz.

## Die Anlage

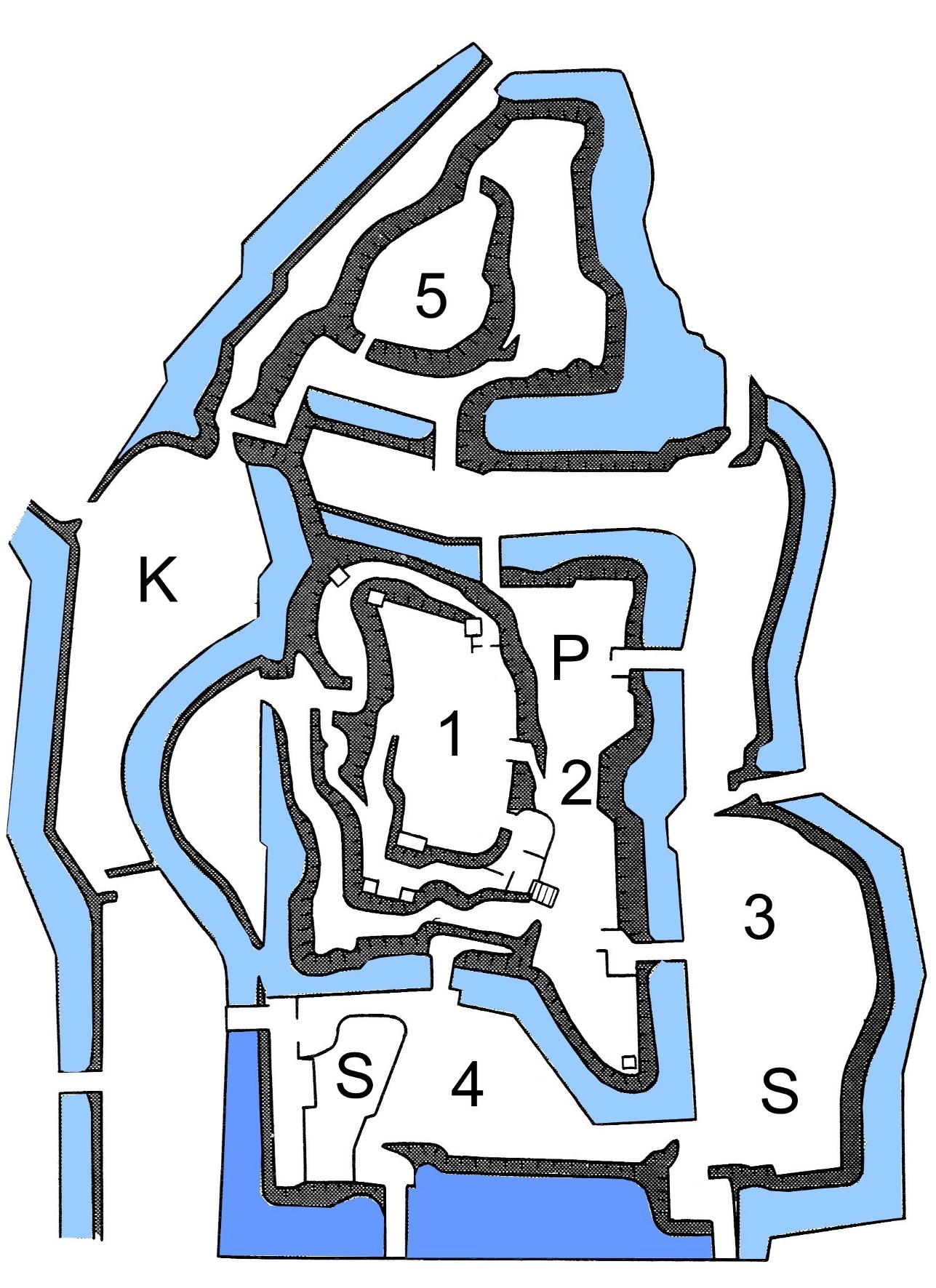
Plan der Burg (s.Text)

Für das Hommaru (本丸, 1) der Burg wurde der Hügel Shimmeiyama (神明山) genutzt. Unterhalb wurde das Ni-no-maru (二の丸, 2) angelegt, das durch den inneren Graben geschützt wurde. Weiter wurden San-no-maru (三の丸; 3), unterer Burgbereich (下中城; 4), Kita-no-maru (北の丸; 5), Nishi-kuruwa (西曲輪) und andere Burgbereiche angelegt. Die Befestigung bestand aus Erdwällen, nur die Tor-Bereiche wurden durch Steinmauern geschützt.
In der Hauptburg wurde an Stelle eines Burgturms ein zweistöckiger Wachturm (櫓) und drei weitere Wachtürme genutzt, die durch  Wallbauten ergänzt wurden. In der Hauptburg befand sich auch die Residenz im Shoin-Stil. Im Ni-no-maru befand sich ein Platz um Ausreiten der Pferde (馬場, P), im Westen unten ein Kräutergarten (御薬園, Oyakuen; K). Im untersten Burgbereich befanden sich an der Südseite auch Residenzen für höhere Samura (S).
Aufgrund verschiedener Brände, zuletzt im Jahre 1880, sind keine Gebäude erhalten geblieben bis auf das Haupttor des Hommaru und das (umgesetzte) Wachhaus Omonokashira gobansho (御物頭御番所).
Von den acht Eck-Wachtürmen wurde einer 1988 wieder aufgebaut. 
Das Burggelände wird als Park unter dem Namen Senshū-kōen (千秋公園) genutzt.

## Bilder

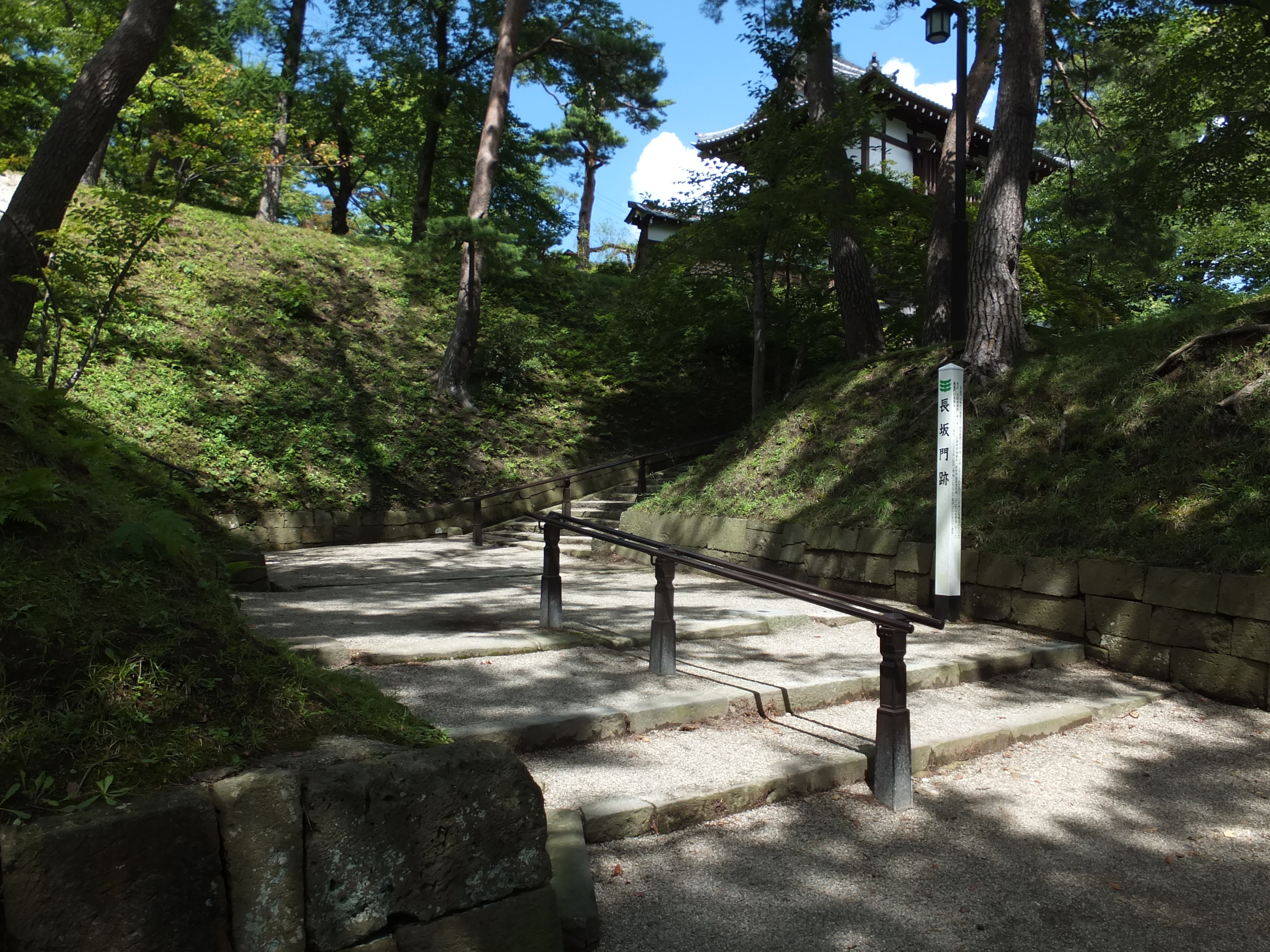
Am Nagasaka-mon
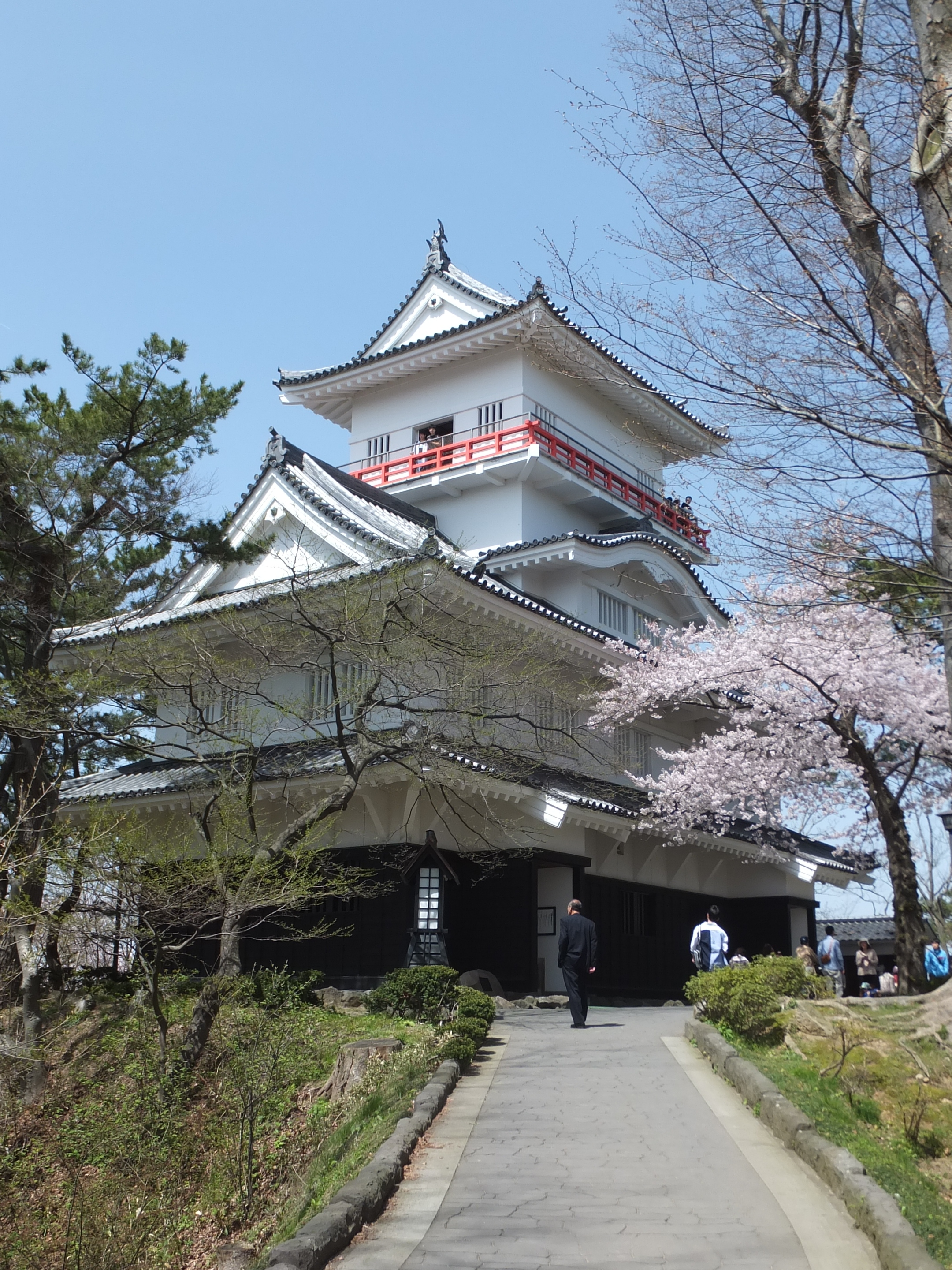
Osumi Wachturm
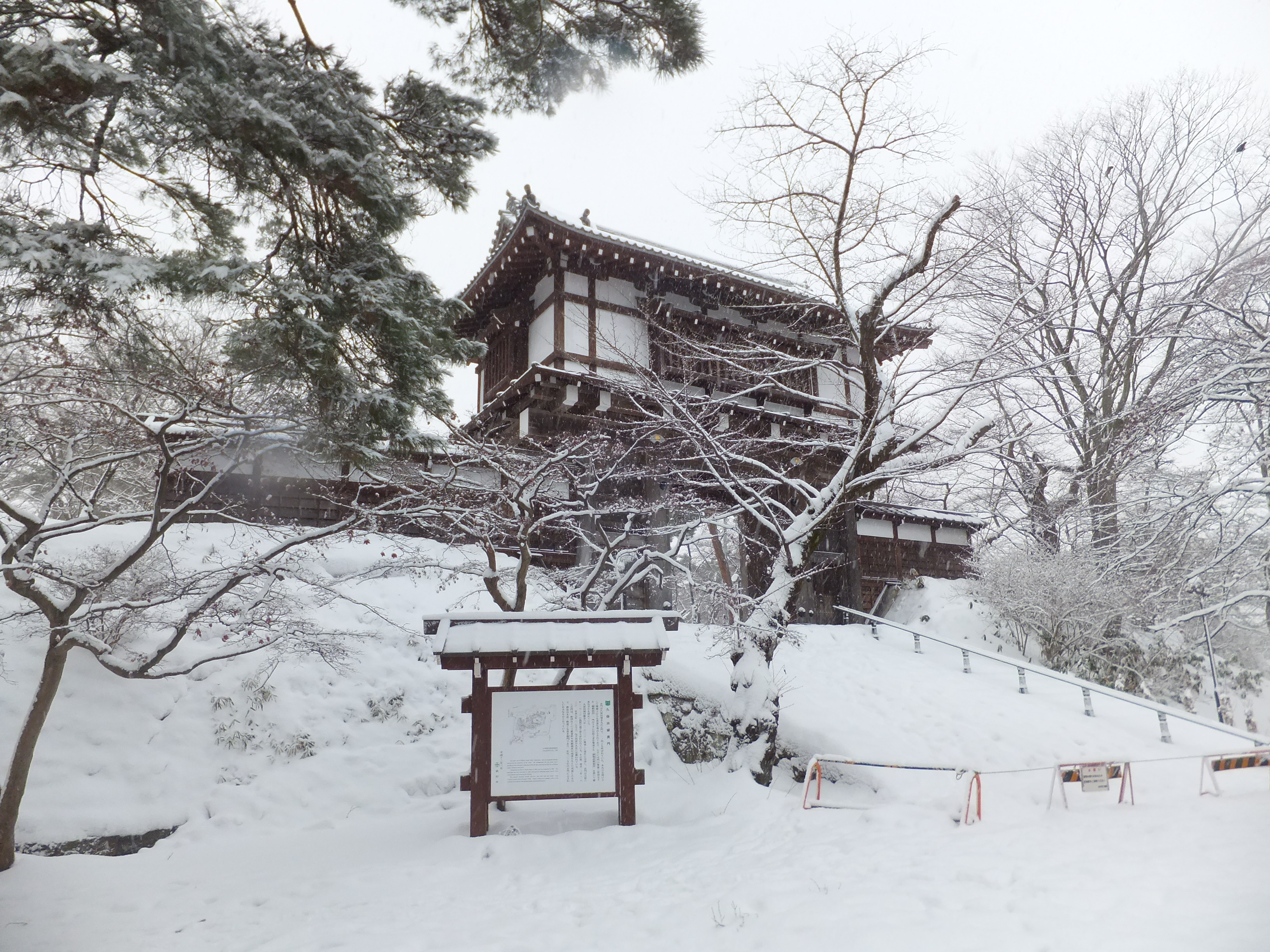
Omote-mon im Winter
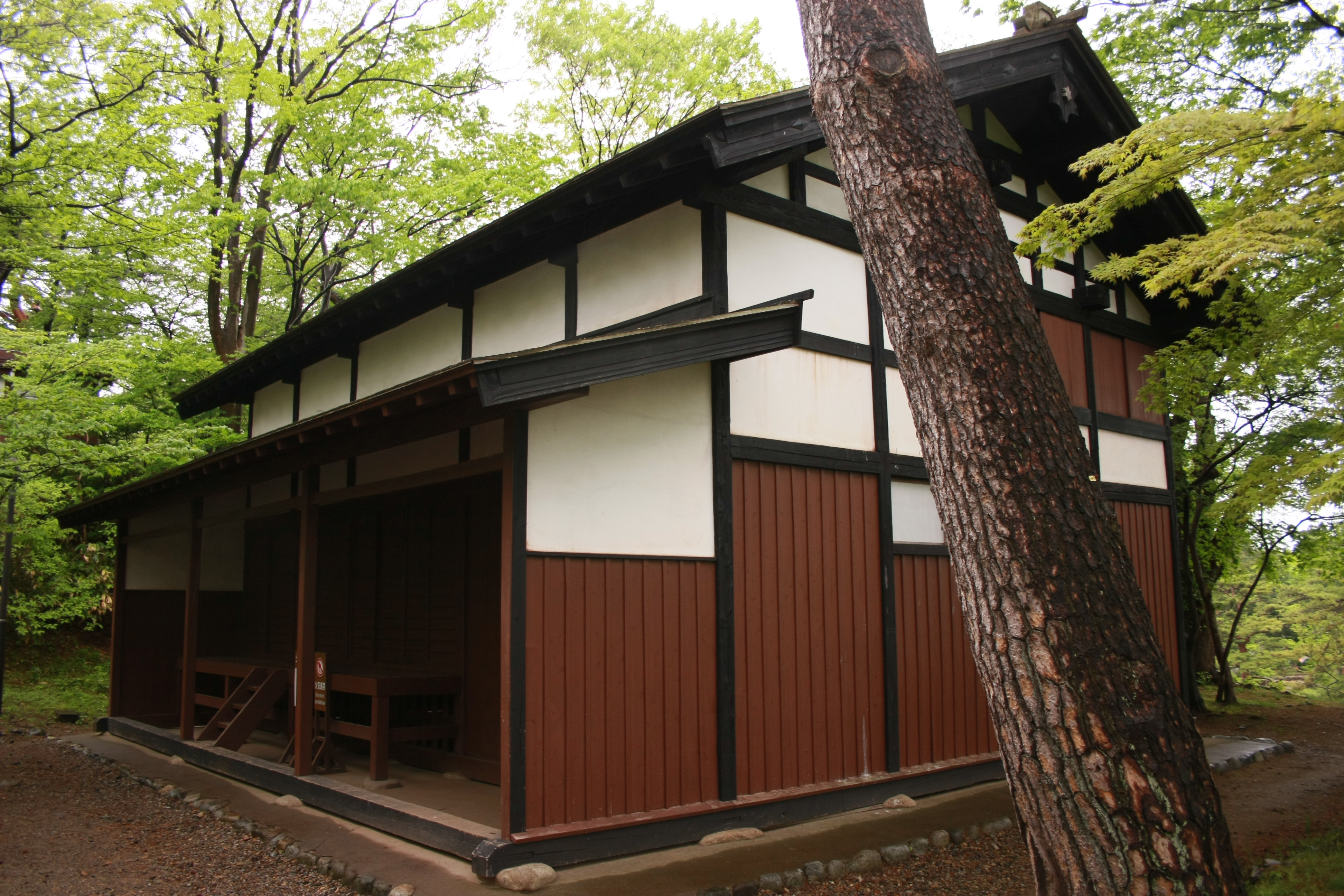
Das Wachhaus
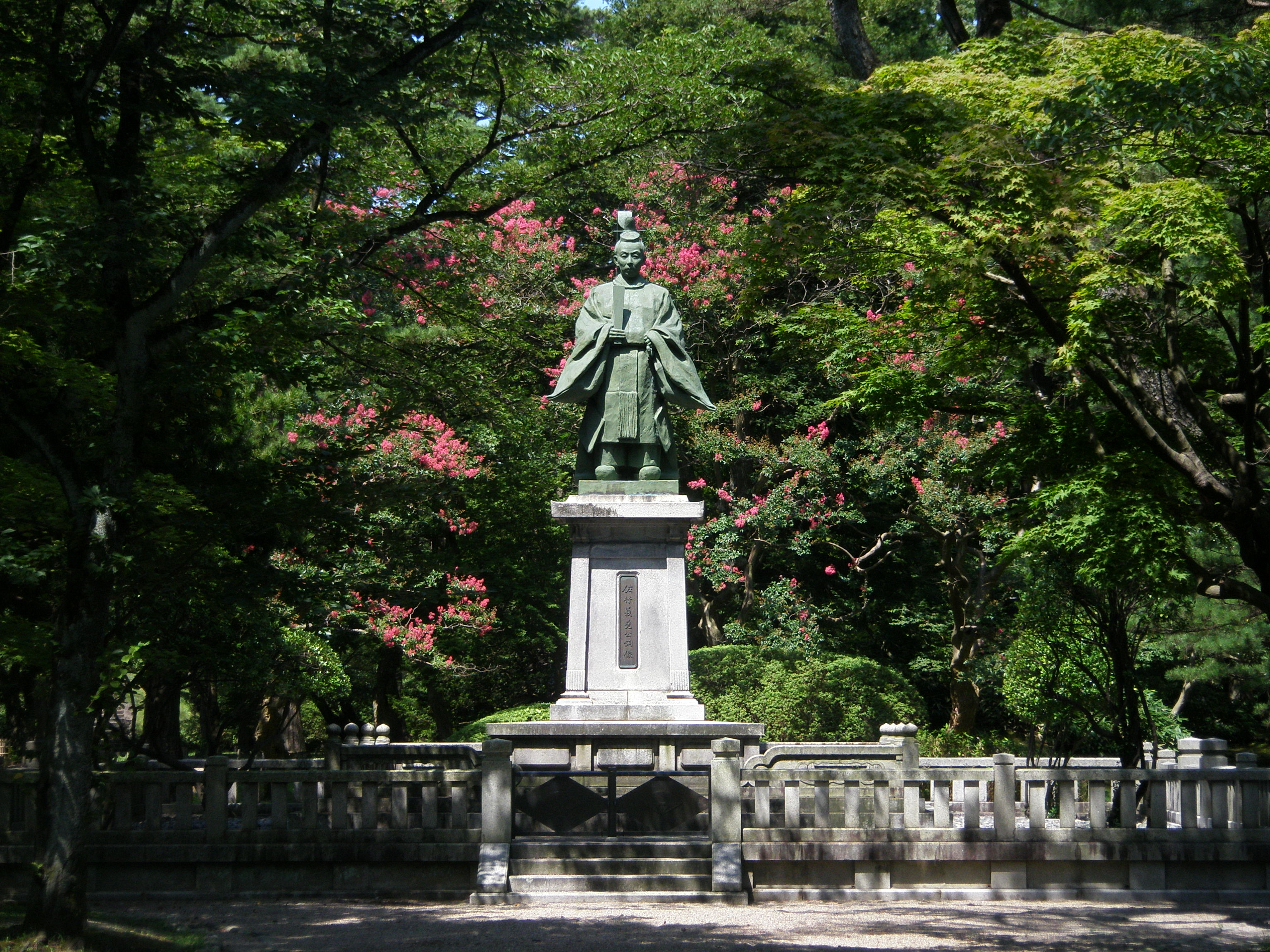
Satake Yoshitaka (1825–1884)